# Pierre Chappaz
Pierre Chappaz (Tolone, 12 aprile 1959) è un imprenditore francese.
È tra i fondatori di Kelkoo e Wikio.